# 사직초등학교 (충북)
사직초등학교는 대한민국 충청북도 청주시 서원구에 있는 공립 초등학교이다.

## 학교 연혁
- 1982.02.09 사직국민학교 설립인가
- 1982.04.02 사직국민학교 개교
- 1984.02.17 제1회 졸업식 거행(361명)
- 1984.06.15 사직국민학교 병설 유치원 (1학급) 개원
- 1996.03.01 사직초등학교로 교명 개칭
- 1996.03.01 사직초등학교 병설 유치원 2학급으로 증설
- 2003.03.01 35학급편성(특수학급 1학급 포함)
- 2006.03.01 교원복지투자우선지역 지원사업 대상 선정(5년간)
- 2006.10.06 해오름터(강당)준공
- 2008.03.01 교육실습 협력학교 지정(2년간)
- 2012.03.01 충청북도교육청지정 기초과학 시범학교(2년간)
- 2014.09.01 제17대 박종건 교장 부임
- 2015.02.19 제32회 67명 졸업(총 8,335명 졸업)
- 2015.03.01 14학급 편성(특수 1학급 포함)
- 2015.03.01 교육부지정 소프트웨어교육 연구학교
- 2016.03.01 제18대 이영란 교장 부임
- 2017.09.01 제19대 백승운 교장 부임
- 2018.02.09 제35회 38명 졸업(총 8,488명 졸업)
- 2018.03.01 15학급 편성(특수 2학급 포함)

## 참고 자료
- 사직초등학교 - 한국교육학술정보원 학교알리미